# Wapen van Hoeilaart

Het huidige wapen van Hoeilaart (sinds 1951).

Het Wapen van Hoeilaart is het heraldisch wapen van de Belgische gemeente Hoeilaart. Het wapen werd op 15 oktober 1951 toegekend, vervolgens werd dit wapen herbevestigd op 21 juni 1994.

## Geschiedenis
Het wapen is gebaseerd op dat van de hertogen van Brabant-Limburg, waarin zowel de gouden Brabantse leeuw als de rode Limburgse dubbelstaartige leeuw in zijn opgenomen. De schepenraad van Hoeilaart, die reeds sinds 1246 bestond,  gebruikte dit wapen in haar zegels vanaf 1337, waarbij het schild aan een boom met drie takken opgehangen werd afgebeeld. In 1994 werd de blazoenering van het gemeentewapen herbevestigd zonder deze wezenlijk te veranderen.

## Blazoen
Het wapen heeft de volgende blazoenering:
Gevierendeeld 1. en 4. in sabel een leeuw van goud, geklauwd en getongd van keel 2. en 3. in zilver een dubbelstaartige leeuw van keel, geklauwd, getongd en gekroond van goud. Het schild geplaatst voor een uitgerukte boom met drie gebladerde takken van natuurlijke kleur.